# لوسیا اوندروشووا
لوسیا اوندروشووا (انگلیسی: Lucia Ondrušová؛ زادهٔ ۱۰ مهٔ ۱۹۸۸) بازیکن فوتبال اهل اسلواکی است.
از باشگاه‌هایی که در آن بازی کرده‌است می‌توان به باشگاه فوتبال اسپارتا پراگ و باشگاه فوتبال اسلوان براتیسلاوا اشاره کرد.
وی همچنین در تیم ملی فوتبال Slovakia بازی کرده‌است.